# Catremerio
Catremerio è una frazione del comune bergamasco di Val Brembilla. In passato era nota come Catrimerio ed è stata brevemente un comune autonomo nel Regno Lombardo-Veneto.
Si tratta di una frazione di montagna in posizione isolata, raggiungibile tramite una modesta strada asfaltata.

## Storia
Quando l'organizzazione amministrativa bergamasca di retaggio veneto fu integrata nel sistema municipale lombardo dagli Austriaci nel 1816, in un primo momento Catremerio fu elevata al rango di comune. Dopo solo due anni tuttavia, fu annessa a Brembilla.